# Cydia
Cydia是一个让用户在越狱的iOS设备上查找和安装各类软件包，包括软件、系统修改、主题和铃声等的软件管理器。Cydia是高级包装工具（APT）和dpkg的图形界面前端，也是一个去中心化的软件仓库。大多数Cydia中的软件包都是免费的，但也有很多收费程序通过类似App Store的Cydia Store销售。
Cydia上除了独立的应用程序之外，更多的包是iOS本身和应用程序的扩展、修改和主题。由于这些软件包运行在越狱的设备上，它们可以提供比普通运行在App Store中的应用程序更多的功能，包括在系统范围上修改用户界面、改变按钮作用、提供更多的网络接入方式、以及其他对系统的改进。用户安装Cydia软件，一般是为了更加个性化，添加普通程序所无法提供的功能；以及获得root、直接访问设备的文件系统和使用命令行工具，以便于开发。大多数Cydia中的软件包都是由独立开发者开发的。
Cydia由Jay Freeman（也被称作“saurik”）和他的公司SaurikIT所开发。Cydia这个名字是源自学名为的苹果小卷蛾，一种吃苹果的虫子。
目前Cydia已經無法購買付費App，Saurik也不建議再繼續使用Cydia，目前最新的替代平台是Sileo和Zebra。
随着越狱社区对全新的“无根越狱”方式的引入，Cydia由于长久不更新，已被社区宣布彻底过时。

## 目的和功能
Cydia的主要目的是为越狱的iOS用户提供一个高级包装工具的图形界面前端以安装不被App Store接受的程序。它也是一个软件仓库的聚合器，带有几个被社区信任的源以避免对某个服务器的过度依赖。大部分软件包的稳定版本都可以在这些源中找到；不过，用户也可以很容易地添加源。这使得iOS开发可以尽量开放；任何有服务器的人都可以设置、储存、管理和更新他自己的软件仓库并和社区分享。不过大部分的社区源是接受提交软件包的，相比起独立的源，这样也可以帮助软件获得更多关注。
使用Cydia需要越狱设备，而在2010年7月之前，越狱iPhone一直是处于灰色地带。不过，随着美国版权局宣布数字千年版权法的不适用，越狱iPhone得到了合法化。Apple对此的政策是越狱会导致设备保修失效，但通过恢复固件可以避免苹果发现越狱行为。
Cydia会直接把软件包下载下来，并安装在和iOS内置程序相同的/Applications目录下。同时这也不会影响原本在App Store中购买和下载软件。
2009年9月，在提供软件之外，Cydia还提供了一个新功能，即保存iOS恢复时所需的数字签名，也被称做SHSH，被Apple用来验证iOS固件恢复的过程。这使得用户可以在新bootrom的iPhone 3Gs和之后的设备上把iOS固件恢复到早期版本，以一种类似重放攻击的形式方便利用早期版本iOS的漏洞进行越狱。
目前越狱一般是通过Redsn0w、greenpois0n等程序在电脑上操作。但是JailbreakMe使得在iOS 4.3.3下的iDevice可以仅仅打开Mobile Safari就完成越狱。

## 历史
Freeman在2008年3月推出了Cydia的第一个版本，起初它只是在iPhone OS 1.1上Installer.app的一个开源选择，但在2008年7月带有App Store的iPhone OS 2.0推出之后，它迅速成为了最流行的软件包管理器。
2009年8月，Freeman说“大约有四百万，也就是四千万iPhone和iPod Touch的用戶中有10%的用戶安装了Cydia。”
2010年9月，Freeman的公司Saurick IT, LLC宣布收购了Rock Your Phone。Rock Your Phone开发的包管理器软件Rock.app此前仅次于Cydia。这使得Cydia Store成为了越狱设备最大的第三方app store提供商。
2010年12月，Freeman也计划在Mac OS X上推出Cydia Store作为Mac App Store的补充 而非替代（截至2011年底還未推出）。
2018年12月14日，Cydia之父Jay Freeman（Saurik）在Reddit上发帖，宣布考虑于年底关闭Cydia Store，并承诺将在本周发布更详细的正式声明，以回应当前的漏洞问题和Cydia的未来发展动态。

## 付费机制
2009年3月，Freeman引入了一个简单而统一的方法供开发者在Cydia中出售软件，类似App Store，所有的软件购买记录都保存在一个账号内。用户可以使用亚马逊的支付服务或是PayPal在商店中购买软件。开发者可以为软件添加数字版权管理，不过大部分软件并未添加。购买记录可以被保存在Google或Facebook账号中以备用户恢复设备，更换新设备，或是升级到新版iOS导致设备暂时无法越狱。
尽管很多开发者选择了Cydia内置的付费机制，Cydia并不强制开发者必须使用。出于包括不愿接受70%的分账比例和购买方式没有本地化等等原因，包括LockInfo、MewSeek、biteSMS等软件包都选择了独立的付费机制。用户需要单独完成软件注册。